# Бердиев, Одил
Одил Бердиев — советский хозяйственный, государственный и политический деятель.

## Биография
Родился в 1929 году в кишлаке Кок-Янгак. Член КПСС.
С 1947 года — на хозяйственной, общественной и политической работе. В 1947—1993 гг. — учитель, заведующий учебной частью в школе в Калай-Хумбском районе, первый секретарь Калай-Хумбского райкома ЛКСМ Таджикистана, слушатель Республиканской партийной школы при ЦК КП Таджикистана, начальник инспекции по сельскому хозяйству исполкома Калай-Хумбского райсовета депутатов трудящихся, второй секретарь Калай-Хумбского райкома КП Таджикистана, председатель исполкома Калай-Хумбского, Ванчского районных Советов депутатов трудящихся, первый секретарь Калай-Хумбского, Джиргитальского и Гармского райкомов КП Таджикистана, заведующий отделом Кабинета Министров Республики Таджикистан.
Избирался народным депутатом Таджикской ССР (1990—1993).
Жил в Таджикистане.